# Ophiogobius jenynsi
Ophiogobius jenynsi es una especie de peces de la familia de los Gobiidae en el orden de los Perciformes.

## Hábitat
Es un pez de clima subtropical y demersal.

## Distribución geográfica
Se encuentra en Chile.
Se han podido encontrar ejemplares desde la costa de la zona de Valparaíso hasta la costa de la zona del Canal Beagle.

## Observaciones
Es inofensivo para los humanos. 